# Lagenanthus princeps
Lagenanthus es un género monotípico de plantas con flores perteneciente a la familia Gentianaceae. Su única especie:  Lagenanthus princeps, es originaria de Colombia, Venezuela y Ecuador.

## Taxonomía
Lagenanthus princeps fue descrita por (Lindl.) Gilg  y publicado en Die Natürlichen Pflanzenfamilien 4(2): 99. 1895.
Sinonimia
- Helia princeps (Lindl.) Kuntze
- Lehmanniella princeps (Lindl.) J.E.Simonis ex Maas

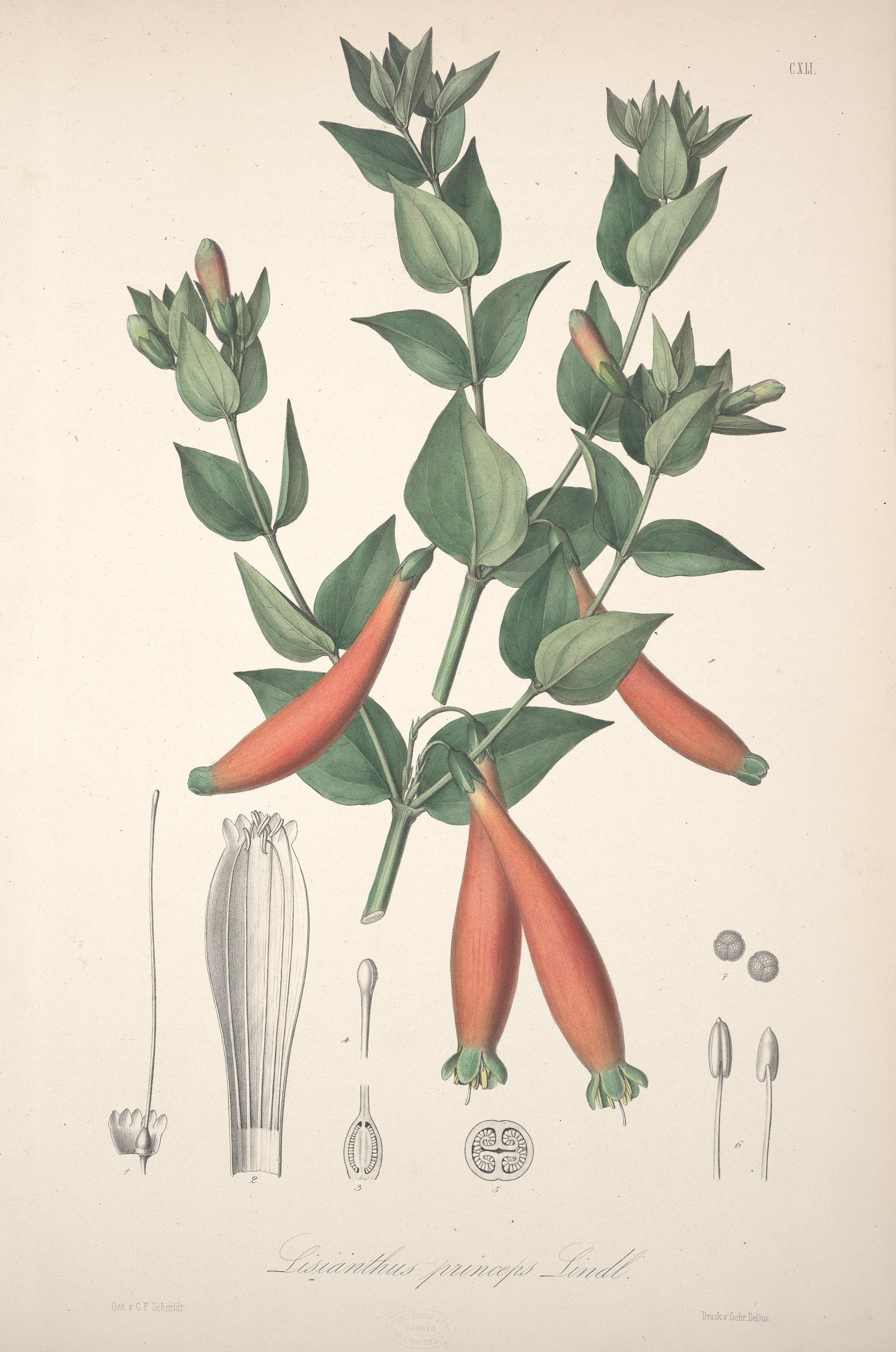
Ilustración de Florae Columbiae de 1865 de L. princeps

- Lisianthius princeps Lindl.
- Schlimia princeps (Lindl.) Regel
- Wallisia princeps (Lindl.) Regel[3]